# Sebastian Feicht
Sebastian Feicht (* 2. Juli 1973 in München) ist ein deutscher Schauspieler. Er war in diversen Fernsehproduktionen zu sehen, zum Beispiel in Tatort, Alarm für Cobra 11 – Die Autobahnpolizei, SOKO 5113, Lena Lorenz und Unter uns.

## Leben
Sebastian Feicht absolvierte eine Schauspiel-Ausbildung am Mozarteum in Salzburg, die er mit einem Magister Artium verließ. Von 1994 bis 1996 verkörperte er in der RTL-Daily-Soap Unter uns Alexander Albrecht. Seit 2000 war er regelmäßig am Staatstheater Stuttgart zu sehen (ab 2003 nur noch als Gastdarsteller). Im Ensemble der Theatergastspiele Kempf war er im November 2007 in Die Nibelungen als Siegfried zu sehen. Zudem gastierte er u. a. am Nationaltheater Mannheim und an der Schauburg in München in diversen Rollen. 2014 war er der Sprecher des Hörbuchs Hoeneß – eine Biographie, erschienen im ABOD-Verlag. 2017 erschienen die von ihm gesprochenen Hörbücher Osserblut und Schattenrächer sowie die Vertonung des Kinderbuches Mama, da steht ein Bär vor der Tür.

## Filmografie (Auswahl)
- 1994–1996: Unter uns
- 1997: Die Unzertrennlichen, Gastauftritt: 1.1 Vom Lügen und Lieben
- 1997: Tatort – Der Teufel
- 1999: Am Anfang war der Seitensprung
- 2000: Tatort – Totenmesse
- 2002: Der Unbestechliche
- 2003: Im Namen des Gesetzes, Gastauftritt: 8.8 Todesspiel
- 2004: Alarm für Cobra 11 – Die Autobahnpolizei, Gastauftritt: 16.8 Gnadenlos
- 2006: Die Rosenheim-Cops, Gastauftritt: 5.13 Das verschwundene Dorf
- 2006: Das total verrückte Wunderauto
- 2006–2007: Forsthaus Falkenau
- 2007: Zwei Ärzte sind einer zuviel
- 2007: Erstens kommt es anders und zweitens als man denkt
- 2010: Die Bergwacht, Gastauftritt: Der verlorene Sohn
- 2011: Um Himmels Willen, Gastauftritt: 129 Kuckucks-Ei
- 2014: Die Rosenheim-Cops, Gastauftritt: 13.15 Mörderische Schatzsuche
- 2017: Der Alte, Gastauftritt, Folge 415
- 2017: SOKO München, Gastauftritt
- 2018: Watzmann ermittelt, Gastauftritt
- 2020: Sturm der Liebe

## Theater (Auswahl)
- Schauburg, München, Nationaltheater Mannheim
- Staatstheater Stuttgart (2000–2013)[1]
  - Vorstadtkrokodile als Hannes
  - November als der jüngere Mann
  - Brand als Küster
  - Der Hausmeister als Mick
  - Lumpazivagabundus als Leim
  - Gier als A
  - Das kalte Herz als Peter Munk
  - Antigone im Chor
  - Jungfrau von Orleans als Raoul
  - Der Krawattenclub als Adrien